# Cloudflare
Cloudflare（Cloudflare, Inc.）是一家總部位於舊金山的美國跨國科技企業，以向客戶提供基於反向代理的內容傳遞網路（Content Delivery Network, CDN）及分佈式域名解析服務（Distributed Domain Name Server）為主要業務。

## 歷史
Cloudflare由三個曾為Project Honey Pot工作的工程師Matthew Prince、Lee Holloway和Michelle Zatlyn於2009年創立，最終在2010年9月舉行的TechCrunch Disrupt大赛上首度公開出現。
2011年，駭客組織LulzSec使用Cloudflare的產品保护它的网站不被他人攻击，並在Twitter上赞扬此公司。Cloudflare因此於當年6月受到傳媒留意。
2011年7月，Cloudflare宣布來自恩颐投资、文洛克创投及珀利翁风投伙伴的新一輪風險融資已經完成，金額為2000萬美元。
2012年6月，Cloudflare與數家虛擬主機提供者（包括 HostPapa）建立合作夥伴關係，以實作其Railgun技術。
2012 年 6 月，駭客組織UGNazi 利用Google帳號驗證程序的缺陷入侵Cloudflare CEO 的企業信箱，以此篡改著名社區網站4chan的Cloudflare帳號密碼並將它的DNS指向該組織的Twitter主頁。
2012年12月，Cloudflare得到來自合广投资及其他現有投資方的C輪融資，其金額為5000萬美元。
2014年2月，Cloudflare減緩了當時有記錄以來規模最大的DDoS攻擊，針對未揭露之客戶的攻擊流量最高達每秒400 Gbit。在2014年11月，Cloudflare報告了另一個大規模DDoS攻擊，該次攻擊對獨立媒體網站的流量為每秒500Gbit。
2014年2月，Cloudflare宣布收購反病毒企業。
2014年6月，Cloudflare宣布收購公司。
2014年6月下旬，佔領中環投票網站于2014年6月14日遭受DDoS攻击，攻擊流量峰值達到300 Gbit/s，Cloudflare作为其内容分发网络服务的提供者，使用DNS沉洞缓解了此攻击。
2019年9月6日，维基百科受到DDoS攻击。欧洲用户有几个小时无法访问维基百科。在维基媒体网络工程师使用Cloudflare的网络和 DDoS 保护服务重新路由和过滤互联网流量后，攻击得到缓解。使用的特定 Cloudflare 产品是 Magic Transit。

### 併購
在2014年6月，Cloudflare併購了由Ryan Lackey所創立的CryptoSeal，意欲藉此交易延伸其Web使用者安全性服務。在2014年2月，它併購了StopTheHacker，這家公司提供惡意程式碼偵測、自動惡意程式碼移除，以及信譽與黑名單監視服務。在2016年12月，Cloudflare併購了Eager，並透過此次併購升級了Cloudflare的应用程序平台，以支援使用拖放方式將第三方应用程序安裝到使用Cloudflare服務的網站。在2017年底，Cloudflare收購了Neumob，一間手機VPN初創企業。在2022年2月，Cloudflare收購了Area 1 Security，並透過其技術保護企業免受基於電子郵件的安全威脅。

## 服務

### DDoS保護
Cloudflare為所有客戶提供「我正遭受攻擊模式（I'm Under Attack）」設定。Cloudflare宣稱這樣可要求使用者必須先通過JavaScript計算式查問的驗證才能存取網站，進而減輕進階第7層攻擊的影響。Cloudflare所提供的保護使得Spamhaus免於流量超過每秒300 Gbit的DDoS攻擊。Akamai的首席結構設計師將它稱為「有史以來網際網路上規模最大的公開DDoS攻擊」。據說Cloudflare當時吸收了峰值超過每秒400 Gbit的NTP校時服務放大攻擊（NTP Reflection Attack） 。

### 网页應用程式防火牆
Cloudflare預設可讓付費方案客戶使用Web應用程式防火牆；此防火牆具有OWASP ModSecurity核心規則集與Cloudflare自有規則集，以及常見Web應用程式規則集。

### 網域名稱伺服器
Cloudflare為所有客戶提供具有任一傳播網路的免費網域名稱伺服器（DNS）。根據W3Cook，Cloudflare的DNS服務目前所服務的對象超過受管理DNS網域的35%。SolveDNS發現Cloudflare能持續提供全球數一數二的 DNS 查閱速度，在2016年4月回報的查閱速度為8.66毫秒。

### 公共DNS解析器
2018年4月1日，Cloudflare推出了面向使用者，聲稱「私隱第一」的域名系統解析服務。
IP位置爲1.1.1.1和1.0.0.1。IPv6位置爲2606:4700:4700::1111和2606:4700:4700::1001。 
由于其所使用的地址块原来属于未分配的地址块，部分网络会使用该地址作为内部认证系统或测试系统地址，所以可能会导致用户无法正常访问该地址或导致被恶意流量攻击。
2018年11月11日，Cloudflare推出了1.1.1.1解析器的手機應用程式，可在iOS和Android設備下載。

### 反向代理
Cloudflare的其中一個主要功能是他們扮演网页流量的反向代理角色。Cloudflare支援新的网页通訊協定，包括HTTP/2與HTTP/3。此外，Cloudflare還提供針對HTTP/2 Server Push的支援。Cloudflare也支援Websocket的代理處理。

### 内容分发網路
Cloudflare的網路在全球擁有許多連線到網際網路交換點的連線。Cloudflare會將內容快取到其邊緣位置，以扮演內容提供網路（CDN）的角色，所有要求接著會透過Cloudflare進行反向Proxy處理，並直接從Cloudflare提供快取的內容。

### 中国大陆服务
Cloudflare推出了中国大陆地区的服务，帮助所有企业改善他们的互联网应用的性能及安全并扩展其全球业务。Cloudflare最初以百度为合作伙伴，但之后转而与京东云合作。Cloudflare和京东云的合作节点预计将在2023年扩展到中国大陆的150个地点。但用户网站必须取得ICP备案，并且必须购买Enterprise服务才可使用，而且中国大陆的网络不支持任播。

### Project Galileo
爲回應對藝術組織、人道救援機構和反政府組織等目標的攻擊，在2014年，Cloudflare推出了Project Galileo，希望可以透過其服務爲這些組織的網站提供網絡攻擊保護和性能提升，確保網站長期在線。

### 域名註冊商
在2019年，Cloudflare宣佈提供域名註冊服務，以不抽利潤的最低價提供域名註冊服務，聲稱只會收取它們需付的費用。

### Cloudflare Access
2018年，Cloudflare宣佈提供Cloudflare Access服務，讓員工無需使用虛擬私人網絡（VPN）就能透過一次性密碼、GitHub、Azure Active Directory、G Suite或SAML等登入，安全存取公司內部網絡。
服務在少於50個使用者的環境使用爲免費，超出後每個使用者每月收費5美金。

### WARP
2019年4月1日，Cloudflare宣佈提供虛擬私人網絡服務，名爲WARP，可在Android及iOS設備的1.1.1.1軟件使用，现已支援電腦设备Windows及macOS和Linux。

### Workers
Cloudflare于2017年9月29日宣布了Workers服务。该服务属于无服务器框架类型，允许用户在边缘网络运行Javascript脚本。

## 争议
Cloudflare因其为恐怖主义、网络犯罪和仇恨言论提供遮蔽而面临争议，其中包括伊斯兰国、塔利班、缅甸军政府、新纳粹等极端组织，也包括群体枪击案罪犯，它引用言论自由为自己辩护。 
许多有争议的网站使用Cloudflare，包括The Daily Stormer和8chan，Cloudflare因为其坚持网络中立性的政策受到批评。

### 恐怖主义
赫芬顿邮报记录了Cloudflare为美国国务院指定的 「至少7个恐怖组织」提供服务，包括塔利班、索马里青年党、阿克薩烈士旅、哈马斯和巴勒斯坦聖城旅。Cloudflare至少从2012年起就知道了，但没有采取任何行动。然而，据Cloudflare的首席执行官称，没有任何执法机构要求该公司停止这些服务。伊斯兰国的两个在线论坛以及近四十个网站都由Cloudflare遮蔽。

### 群体枪击案
2019年，Cloudflare因向貼圖討論版8chan提供服务而受到批评，该板块允许用户发布和讨论任何内容，网站管理员几乎不做干预。该留言板与美国的大规模枪击事件和新西兰基督城清真寺槍擊案有关。此外，包括《华盛顿邮报》和《The Daily Dot》在内的一些新闻机构报道了兒童色情和兒童性虐待讨论板的存在。 BBC援引Cloudflare代表的话称，该平台「不托管所提及的网站，不能封锁网站，也不从事隐藏托管非法内容的公司的业务」。 2019年埃尔帕索枪击案发生后接受《卫报》采访时，首席执行官Matthew Prince为Cloudflare对8chan的支持辩护，称他有「道德义务」让该网站保持在线。之后迫于公众和法律压力，Cloudflare才终止了对8chan的服务。

## 客戶
直至2017年，Cloudflare提供DNS服務給1200萬個網站，每日增加兩萬使用者。其中著名的網站包括Uber、OKCupid與Fitbit。

## 獎項與殊榮
- 在2015年2月的8th Annual Crunchies Awards（第8屆年度Crunchies獎）獲得TechCrunch的Best Enterprise Startup（最佳新創企業）獎。
- 有兩年被《华尔街日报》譽為Most Innovative Network & Internet Technology Company（最佳創新網路與網際網路技術公司）。
- 在2012年，Cloudflare被World Economic Forum（世界經濟論壇）譽為Technology Pioneer（技術先鋒）。
- 獲《Fast Company》選為全球十大創新公司。
- 2016和2017年，Cloudflare名列Forbes Cloud 100（富比士雲端 100）清單第11名。[57]